# The Boy Who Cried Wolf
The Boy Who Cried Wolf è il nono album in studio del cantautore inglese Passenger, pubblicato nel 2017.

## Tracce
1. Simple Song – 3:48
2. Sweet Louise – 3:56
3. The Boy Who Cried Wolf – 3:16
4. Walls – 3:41
5. Setting Suns – 4:17
6. And I Love Her – 2:42
7. Someday – 4:07
8. In the End – 3:04
9. Thunder and Lightning – 1:44
10. Lanterns – 5:01